# Josh Williams
Josh Williams (Akron), 18 april 1988) is een Amerikaans voetballer die bij voorkeur als verdediger speelt. Hij verruilde in december 2014 Columbus Crew voor New York City FC.

## Clubcarrière
In de lente van 2010 kreeg Williams een uitnodiging van MLS team Columbus Crew om mee te komen trainen met de club. Op 15 september 2010 tekende Williams bij Columbus. Op 24 maart 2012 maakte hij zijn MLS debuut voor Columbus. Op 30 augustus 2012 maakte hij tegen Philadelphia Union zijn eerste doelpunt. Op 8 december 2014 tekende hij bij New York City FC.